# Тибор Шејмеш
Тибор Шејмеш (мађ. Selymes Tibor, рум. Tibor Selymes; Балан, 14. мај 1970) румунски је фудбалски менаџер и бивши фудбалер и репрезентативац Румуније мађарске националности.

## Играчка каријера

### Клубови
Професионалну фудбалску каријеру започео је у Брашову, али га је брзо приметио Динамо Букурешт. Касније се преселио у Белгију, где је играо у неколико тимова. Између 1996. и 2000. био је кључни играч за РСЦ Андерлехт и Стандард Лијеж. Затим је потписао уговор са мађарским прволигашима, где се прво појавио у Халадашу, а касније у Дебрецину. Каријеру је завршио на Кипру у АЕЛ Лимасолу.

### Репрезентација
Шејмеш је наступио у 46 утакмица за национални тим Румуније од 1992. до 1999. године, учествујући на Светском првенству 1994, Европском првенству 1996. и Светском првенству 1998. године.

## Тренерска каријера
Септембра 2010. Шејмеш је постављен за менаџера Астре Плоешти. Отпуштен је у августу 2011, после само две утакмице из сезоне 2011–12, обе утакмице је изгубио. Затим је преузео контролу над ФКМ Таргу Мурешом, али је ту остао само три утакмице, давши оставку после једног ремија и два пораза. У Астру се вратио у новембру 2011. године а 16. децембра 2011. је отпуштен из Астре, други пут ове сезоне.
Шејмеш се 2. априла 2013. вратио у Динамо, после 20 година. Потписао је уговор на два месеца да води други тим клуба.
Дана 17. јуна 2013. потписао је Сагеату Наводари која ће дебитовати у румунској Лиги I. Шејмеш је 6. јануара 2014. именован за менаџера клуба Мађарске лиге Ракоши из Капошвара. Клуб је испао из лиге на крају сезоне 2013–14, а Шејмеш је напустио клуб.
Септембра 2014. потписао је уговор са бившим шампионом Румуније Оцелулом Галаци. Поднео је оставку у марту 2015. године а у јуну 2015. именован је за новог менаџера Петролул Плоиештија.

## Успеси

### Играчки
Динамо Букурешт
- Прва лига Румуније у фудбалу: шампион 1991–92.

Андерлехт
- Прва лига Белгије у фудбалу: шампион 1999–00.